# Munkebjerg
 For alternative betydninger, se Munkebjerg (Odense).
Munkebjerg (antagelig af slægtsnavnet Munk) er et skovklædt højdedrag på sydsiden af Vejle Fjord. Dets højeste punkt ligger 93 meter over havet. 
Ved Munkebjerg finder man én af Danmarks sjældne serpentineveje, som snor sig op til toppen. På grund af sin særlige udformning og de skønne omgivelser indgår vejen hyppigt i forskellige motionsløb og i veteranbilsarrangementer.

## Munkebjerg Skov
Munkebjergskoven er kendt som den skov i Danmark, hvor bøgen først springer ud. Skoven ligger i et stærkt kuperet terræn i en varieret natur med udsigt over Vejle Fjord. Områdets særpræg blev skabt i forlængelse af den sidste istid for omkring 14.000 år siden, hvor en gletsjer, som strakte sig dybt ind i Vejle Ådal formede området. Ud over de topografiske seværdigheder rummer skoven også Danmarks eneste naturlige bevoksning af Almindelig Taks, som er fredet på stedet.
Hvis man ikke ønsker at gå ad snoede skovveje til toppen, kan man benytte Munkebjergtrappen. Den første trappe på stedet blev bygget 1885 og havde 218 trin. Denne trappe blev i 1933 udskiftet med den landskendte ”rullende trappe til bjerget”, der kørte frem til 1964. I dag er der en trappe af træ op til Munkebjerg Hotel.

## Munkebjerg Hotel
Det første traktørsted på Munkebjerg var Schweizerpavillonen fra 1878, der siden erstattet af Munkebjerg Badehotel i 1880. Herefter begyndte både vejlensere og turister at valfarte til stedet for at vandre i skovene og nyde udsigten. Det var også i denne periode, dampskibe fra I/S Vejle Dampskibsselskab lagde til ved den nyanlagte landgangsbro ved foden af Munkebjerg .
I dag ligger Munkebjerg Hotel med Munkebjerg Kasino og Danmarks Golfmuseum på stedet, ligesom der ligger en 18-hullers golfbane i tilknytning til hotellet. I tidens løb har hotellet tiltrukket mange billedkunstnere, som i de flotte omgivelser har hentet inspiration til deres værker. En del af deres billeder hænger stadig på det moderniserede hotels vægge som vidne om den kunstnerkoloni, der i kunstnerisk henseende beskrives som ”Munkebjergs guldalder” .